# Matej Jonjić
Matej Jonjić (sinh ngày 29 tháng 1 năm 1991) là một cầu thủ bóng đá người Croatia.

## Sự nghiệp câu lạc bộ
Matej Jonjić đã từng chơi cho Cerezo Osaka.